# 23 Marina
23 Marina je mrakodrap nacházející se v Dubajské moderní přístavní čtvrti Dubai Marina ve Spojených arabských emirátech. Tento 88 patrový a 393 metrů vysoký mrakodrap slouží jako byty. 79 % zdejších bytů bylo vyprodáno ještě předtím, než se budova začala stavět, celkově je v zde 289 bytů. Výstavba začala v roce 2006 a skončila v roce 2012.